# Mini Beat Power Rockers
Mini Beat Power Rockers es una serie de animación 3D de argentina dirigida a niños en edad preescolar, creada por Héctor Dengis, Eduardo Criscuolo, Gastón Gorali y producida por Mundoloco CGI, estudio de animación creado por Juan José Campanella y Gorali para el canal Discovery Kids.Fue estrenada inicialmente como un preestreno en el portal web de Discovery Kids Play el 23 de agosto de 2017 y oficialmente el 28 de agosto del mismo año en Discovery Kids.La serie actualmente cuenta con cinco temporadas

## Trama
Mini Beat Power Rockers sigue las aventuras de cuatro bebés llamados Fuz, Wat, Myo y Carlos, quienes sueñan con formar la banda de rock más grande del mundo. Mientras sus padres están en el trabajo, ellos pasan el día aprovechando al máximo la guardería Arcoiris donde Dolores, su niñera, los cuida mientras hacen lo que más les gusta: la música. La serie se centra en la importancia de apreciar diferentes elementos musicales como el ritmo, la melodía y diferentes géneros e instrumentos musicales.

## Apariencia en los comerciales
en 2025 la Cooperativa Capual, Acrónimo de Cooperativa de Ahorro y Credito Unión Aérea Limitada, Crean los Comerciales en Chile que Aparecen en la sucursal Los "Mini Beat Power Rockers". en donde vean las personas es los 4 Bebés. Myo, Carlos, Wat, Fuz y la Niñera Dolores.

## Personajes principales
- Dolores: Joven niñera que cuida a los Mini Beats.
- Myo: Robot antropomórfica que toca los teclados.
- Wat: Niña que toca la guitarra eléctrica.
- Fuz: Chico que toca el bajo.
- Carlos: Niño sudamericano que toca batería y percusión.

## Personajes secundarios
- Jay
- La Gran Niñera Superiora (Jefa de Dolores)
- Candy
- Baby Tango
- Baby Country
- Baby Salsa
- Baby Mánager
- Baby Metal
- Baby Rap
- Baby Divo
- Baby Espía
- Baby Funk
- Baby Inuit
- Babykingo
- Baby Luau
- Baby Marciano
- Baby Midi
- Baby Ninja
- Baby Retro
- Baby Rockabilly
- Baby DJ
- Baby Step
- Baby Tofu
- Baby Villano
- Babythoven